# Roj TV
Roj TV war ein kurdischsprachiger Fernsehsender mit Sitz in Dänemark und das zentrale Informationsmedium der Untergrundorganisation PKK. Er sendete wie Kurd Yek, TRT 6 und Kurdistan TV in der Hauptsprache auf Kurmandschi. Roj TV sendete ferner Einzelsendungen auf Sorani, Gorani, Zazaki, Türkisch, Arabisch und Aramäisch. Der Sendername Roj ist Kurdisch und bedeutet „Sonne“ oder „Tag“. Der Sender stellte den Betrieb 2012 ein.

## Geschichte und Entwicklung
Die Vorgänger von Roj TV waren die kurdischen Sender MED-TV und MEDYA-TV, die wegen ihrer Nähe zur PKK geschlossen wurden.

### Verbot der Vorgänger MED-TV und MEDYA-TV
Der Sender MED TV ging im März 1995 von London aus auf Sendung.
Nach drei Ordnungsstrafen von insgesamt 90.000 Pfund im Januar 1998 wurde die Sendelizenz schließlich zum 23. April 1999 von der britischen Regulierungsbehörde (Independent Television Commission) entzogen, weil der Sender mehrfach zu Gewalt im Zusammenhang mit der Festnahme Abdullah Öcalans aufgerufen hatte.
Am 30. Juli 1999 begann der Nachfolger MEDYA TV seinen Sendebetrieb aus einer Sendezentrale in Belgien und beantragte eine französische Sendelizenz, die jedoch von der französischen Behörde CSA (Conseil supérieur de l'audiovisuel) verweigert wurde wegen der Verbindungen zur PKK, die in Frankreich seit 1993 verboten ist.
Nach Bestätigung durch den französischen Kassationsgerichtshof wurde dem Fernsehsender MEDYA-TV am 12. Februar 2004 endgültig die französische Sendelizenz vorenthalten.
Am 1. März 2004 nahm dann mit einer Live-Sendung Roj TV den Betrieb auf.
Roj TV sendet mit einer dänischen Lizenz aus der belgischen Sendezentrale in Denderleeuw, in der über 100 Menschen aus ganz Europa arbeiten.

### Verbotsverfahren in Dänemark
Die türkische Regierung versucht seit November 2005, Dänemark zur Schließung von Roj TV zu bewegen, da auch dieser Sender große Nähe zur PKK aufweist. Diese Klage wies der für den Prozess zuständige dänische Rat mit der Begründung zurück, dass er für Entscheidungen betreffend Beziehungen zwischen Sendern und Organisationen nicht zuständig sei; der Rat leitete die Klage an die dänische Polizei weiter.
Der Vorwurf, dass der Sender „Aufhetzung zum Hass“ betreibe, wurde ebenfalls zurückgewiesen. Der Rat begründete, "...dass es sich nicht bereits um Aufhetzung handeln muss, wenn eine Organisation oder Person etc. … eine bestimmte Meinung vertritt. (…) Die reine Weitergabe von Informationen könne nicht mit dem Begriff „Aufhetzung“ (tilskyndelse) beschrieben werden".
56 Bürgermeister der kurdischen DTP aus dem Südosten der Türkei haben per Bittschrift den Premierminister Dänemarks, Anders Fogh Rasmussen, gebeten, Roj TV nicht zu schließen. Die türkische Staatsanwaltschaft klagte darauf die prokurdischen Bürgermeister an, weil Roj TV auch Nachrichten über die PKK ausstrahlt. Rasmussen hatte sich am 16. Juni 2006 in einem Radiointerview sehr überrascht gezeigt, dass er überhaupt eine Petition erhalten hatte. Er kritisierte die türkische Behörde, die die Bürgermeister wegen einer Petition anklagte. Rasmussen erinnerte an die demokratischen Werte Europas. 53 der angeklagten Bürgermeister wurden im April 2008 zu Haftstrafen von 2 Monaten verurteilt, die daraufhin in Geldstrafen umgewandelt wurden.
Die türkische Botschaft reichte eine weitere Beschwerde bei der dänischen Medienaufsicht ein, wurde jedoch im April 2008 ein zweites Mal abgewiesen.
Am 10. September 2010 erhob die Staatsanwaltschaft strafrechtliche Anklage gegen Roj TV und Mesopotamia Broadcast wegen Unterstützung von Terrorismus.
Am 10. Januar 2012 urteilte das Kopenhagener Gericht, dass Roj TV hinsichtlich der finanziellen, strukturellen und operationellen Verbindungen ein Instrument der PKK ist. Das Gericht verurteilte Roj TV und Mesopotamia Broadcast zu Geldstrafen von zusammen 5,2 Millionen DKR (knapp 700.000 Euro), entzog dem Sender jedoch nicht die Sendelizenz. Am 23. Januar 2012 eröffnete die dänische Medienaufsicht aufgrund der Feststellungen des Urteils ein neues Verfahren gegen die Roj-TV-Betreiberfirma Mesopotamia Broadcast. Am 3. Juli 2013 entzog Dänemark Roj TV die Sendelizenz. Dieses Urteil wurde 2014 vom Verfassungsgericht bestätigt. Im Jahre 2014 zog Roj TV das Verfahren vor den Europäischen Gerichtshof für Menschenrechte (EGMR). Am 24. Mai 2018 entschied der EGMR endgültig, dass der Entzug der Sendelizenz in Dänemark rechtens gewesen sei.

### Verfahren in Belgien
Am 18. Februar 2008 durchsuchten Beamte des belgischen Finanzministeriums die Studios von Roj TV in Denderleeuw. Der Fernsehsender wurde von einem belgischen Gericht für Steuerhinterziehung mit einer Buße von vier Millionen Euro bestraft als Nachfolgesender von MED TV, gegen den seit 1996 verschiedene Verfahren liefen. Der Fernsehsender wurde aufgefordert, bis zum 28. Februar 2008 zu bezahlen. Daraufhin schmuggelte Roj TV Geld, Teile der fernsehtechnischen Ausrüstung und Fonds nach Dänemark und Deutschland. Die fernsehtechnische Ausrüstung wurde in den deutschen Studios von Roj TV untergebracht, wohingegen das Geld auf diverse Konten von Mitarbeitern und PKK-Mitgliedern übertragen wurde.
Am 4. März 2010 wurde die Zentrale durch die belgische Polizei gestürmt und die Ausstrahlung des Programms zeitweise unterbrochen.

### Verbot in Deutschland
Im Januar 2008 hat Kabel BW die Ausstrahlung von Roj TV in Baden-Württemberg und Schleswig-Holstein eingestellt. Das deutsche Bundesinnenministerium verbot Mitte Juni 2008 den Betrieb von Roj TV im Bereich der Bundesrepublik Deutschland, da der Sender in die Organisationsstruktur der PKK eingebunden sei. Dies wird vom Bundesamt für Verfassungsschutz bestätigt, im Verfassungsschutzbericht von 2006 heißt es: „Weitere organisationsnahe Berichterstattung erfolgt über den in Dänemark stationierten Fernsehsender Roj-TV“. Das deutsche Studio in Wuppertal wurde daraufhin geschlossen. Gleichzeitig wurde die für Roj TV in Deutschland tätige Produktionsfirma VIKO verboten und die Beschlagnahmung ihres Vermögens angeordnet. In ganz Europa protestierten Kurden gegen das Sendeverbot, weswegen eine landesweite Unterschriftenaktion gestartet wurde.
Anfang Juli wurden deutsche Bergsteiger am Ararat entführt und eine Änderung der "kurdenfeindlichen" deutschen Politik sowie eine Aufhebung des Roj-TV-Verbots gefordert. Die Geiseln, die PKK-Sprecher Ahmed Deniz als "Ehrengäste" bezeichnete, wurden nach zwölf Tagen am 20. Juli 2008 freigelassen.
Am 14. Mai 2009 hat das Bundesverwaltungsgericht in einem Eilverfahren entschieden, dass die Anfechtungsklagen gegen das Verbot von Roj TV aufschiebende Wirkung haben.
Das Bundesverwaltungsgericht setzte die Verfahren im Februar 2010 aus und legte dem Europäischen Gerichtshof (EuGH) zu den Rechtssachen C‑244/10 und C‑245/10 eine Frage zur Vorabentscheidung vor. Der EuGH entschied am 22. September 2011, dass deutsche Vereinsverbote wegen Verstoßes gegen den Gedanken der Völkerverständigung nicht europäischem Recht zuwiderlaufen (insbesondere Fernsehrichtlinie 89/552/EWG), „sofern die genannten Maßnahmen nicht die Weiterverbreitung im eigentlichen Sinne von Fernsehsendungen, die dieser Veranstalter von dem anderen Mitgliedstaat aus ausstrahlt, im Hoheitsgebiet des Empfangsmitgliedstaats verhindern“.

### Entzug des Sendeplatzes auf Satelliten
Am 19. Januar 2012 gab Eutelsat bekannt, dass die Präsenz Roj TVs auf Eutelsat beendet wird. Als Grund wurde das Urteil des Kopenhagener Gerichts vom 10. Januar 2012 angegeben, wonach Roj TV in Bezug auf die finanziellen, strukturellen und operationellen Verbindungen ein Instrument der PKK ist.
Nach Angaben des Roj-TV-Direktors Imdat Yilmaz am 23. Januar 2012 könne der Sender nur noch via Internetstream gesehen werden.
Roj TV kündigte an, ab dem 26. Januar 2012 über Satelliten des US-amerikanischen Intelsat empfangbar zu sein, Intelsat entzog jedoch zum 31. Januar 2012 ebenfalls den Sendeplatz von Roj TV.

## Programm
Folgende Themen werden im Programm von Roj TV ausgestrahlt:
- Morgenprogramme (Rojbas Kurdistan)
- Kinderprogramme (Zeichentrickfilme auf Kurdisch)
- Frauenprogramme (Gesundheit, Aufklärung, Frauenrechte etc.)
- Spielfilme (auf kurdisch)
- Dokumentarfilme (über Tiere, Länder und Völker)
- Musikprogramme (mit Gästen und Live-Auftritten)
- Kochsendungen
- Sendungen über kurdische Dichtung
- Sendungen über die Menschenrechte
- Porträts kurdischer Städte und Dörfer
- Porträts kurdischer Berühmtheiten
- Porträts von gefallenen Guerillakämpfern und ihren Familien[29]
- Berichte über das Leben als Guerillakämpfer
- Politik (aktuelles Geschehen im Irak, Iran, Syrien, der Türkei und der Welt)
- Nachrichten aus aller Welt
- Jugendprogramm (Ciwan)

### Hauptthemen der Nachrichten von Roj TV
Die Hauptthemen der kurdisch-, arabisch- und türkischsprachigen Nachrichtensendungen von Roj TV:
- Der Gesundheitszustand Abdullah Öcalans, Besuche seiner Anwälte oder Geschwister, Mitteilungen, Lageeinschätzungen und Empfehlungen, die durch seine Anwälte übermittelt werden
- Verlautbarungen von Murat Karayılan, Vorsitzender des Exekutivrats der Koma Civakên Kurdistan, einer Nachfolgeorganisation der PKK (nicht selten mit Aufrufen an die kurdische Jugend, sich der Untergrundorganisation HPG in den nordirakischen Bergen anzuschließen[29])
- Verlautbarung der Frauenorganisation der PKK
- In den Verlautbarungen
- Aktionen (Unterschriftenaktionen, Hungerstreiks etc.)
- Beerdigungsfeiern von Kämpfern der HPG
- Zusammenstöße zwischen den Kämpfern der Volksverteidigungskräfte
- Repressionen gegen die DTP und über allgemeine staatliche Repressionen
- Staatliches Vorgehen gegen Kurden in Europa
- Pro-kurdische Kundgebungen in der Türkei und Europa
- Saisonabhängige Großereignisse der Kurden und der PKK (Nouruz-Feierlichkeiten, Woche der Märtyrer, Kurdisches Kulturfestival, Zilan-Frauenfestival, Gedenkveranstaltungen für das sogenannte internationale Komplott gegen Öcalan)
- Internationale Ereignisse
- Kurdistan

### Bundesverfassungsschutzberichte
- Darstellung im Verfassungsschutzbericht 2008, S. 276 ff. (Memento vom 7. Oktober 2009 im Internet Archive) (PDF-Datei; 2,59 MB)
- Darstellung im Verfassungsschutzbericht 2007, S. 256 ff. (Memento vom 20. September 2008 im Internet Archive) (PDF-Datei; 2,59 MB)
- Darstellung im Verfassungsschutzbericht 2006, S. 285 ff. (Memento vom 6. August 2009 im Internet Archive) (PDF-Datei; 7,27 MB)
- Darstellung im Verfassungsschutzbericht 2005, S. 251 ff. (Memento vom 20. September 2008 im Internet Archive) (PDF-Datei; 2,59 MB)
- Darstellung im Verfassungsschutzbericht 2004, S. 233 ff. (Memento vom 6. August 2009 im Internet Archive) (PDF-Datei; 7,27 MB)